# Descendants: Wicked World
Descendants: Wicked World (Descendientes: Mundo de villanos en Latinoamérica, y Los Descendientes: Wicked World en España) es una serie de cortos de animación CGI, basada en la película Descendants. Producida por Disney Television Animation, se estrenó el 18 de septiembre de 2015 en Estados Unidos en Disney Channel, el 9 de octubre de 2015 en España y el 31 de octubre de 2015 en Latinoamérica.

## Trama
La serie sigue las aventuras de Mal, Evie, Carlos y Jay durante sus días en la Academia Áuradon, con sus amigos Ben, Audrey, Jane, Jordan, Ally y Lonnie; pero también con la llegada de tres nuevos villanos: Freddie (hija del Dr. Facilier), CJ Garfio (hija del Capitán Garfio) y Zevon (hijo de Yzma), que harán que sus aventuras en Áuradon sean mucho más peligrosas y muy divertidas.

## Personajes
- Mal (voz de Dove Cameron) - Hija de Maléfica
- Evie (voz de Sofia Carson) - Hija de la Reina Malvada
- Jay (voz de Booboo Stewart) - Hijo de Jafar
- Carlos (voz de Cameron Boyce) - Hijo de Cruella de Vil
- Ben (voz de Mitchell Hope) - Hijo de la Reina Bella y el Bestia
- Audrey (voz de Sarah Jeffery) - Hija de Aurora y el Príncipe Felipe
- Jane (voz de Brenna D'Amico) - Hija del Hada Madrina
- Jordan (voz de Ursula Taherian) - Hija del Genio
- Freddie (voz de China Anne [Temporada 1] y Lauryn McClain [Temporada 2]) - Hija del Dr. Faciller
- Lonnie (voz de Dianne Doan) - Hija de Mulán y Li Shang
- Ally (voz de Jennifer Veal) - Hija de Alicia
- CJ Garfio (voz de Myrna Velasco) - Hija del Capitán Garfio
- Zevon  (voz de Bradley Steven Perry)- Hijo de Yzma

## Episodios
| Temporada | Temporada  | Episodios | Estados Unidos           | Estados Unidos        | Latinoamérica         | Latinoamérica        | España               | España               |
| Temporada | Temporada  | Episodios | Comienzo                 | Final                 | Comienzo              | Final                | Comienzo             | Final                |
| --------- | ---------- | --------- | ------------------------ | --------------------- | --------------------- | -------------------- | -------------------- | -------------------- |
|           | 1          | 18        | 18 de septiembre de 2015 | 15 de julio de 2016   | 31 de octubre de 2015 | 25 de agosto de 2016 | 9 de octubre de 2015 | 8 de octubre de 2016 |
|           | 2          | 15        | 21 de octubre de 2016    | 24 de febrero de 2017 | 9 de junio de 2017    | 9 de junio de 2017   | 28 de enero de 2017  | 1 de abril de 2017   |
|           | Especiales | 3         | 13 de diciembre de 2015  | 3 de marzo de 2017    | 26 de marzo de 2016   | 9 de junio de 2017   | 4 de junio de 2016   | 2 de abril de 2017   |